# Caudofoveata
Chaetodermatida · Caudofovéates
 (mai 2025).
Classe
Classification phylogénétique
- bilatériens
  - protostomiens
    - lophotrochozoaires
      - eutrochozoaires
        - syndermates
          - rotifères
          - acanthocéphales
          - cycliophores ?

        - spiraliens
          - entoproctes
          - parenchymiens
            - plathelminthes
            - némertes

          - mollusques
            - solénogastres
            - caudofovéates
            - eumollusques

          - siponcles
          - annélides

      - lophophorata

    - chaetognathes ?
    - cuticulates

  - mésozoaires ?
  - deutérostomiens
    - échinodermes
    - pharyngotrèmes

Les Caudofovéates (nom vernaculaire) ou Caudofoveata (nom scientifique) sont une classe de mollusques vermiformes dépourvus de sillon ventral et de pied. Cette classe monotypique ne comprend qu'un ordre, les Chaetodermatida.

## Description

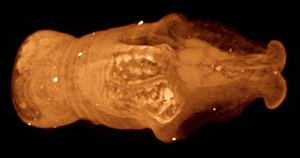
Falcidens sp.

Le manteau recouvre entièrement le corps sécrétant une cuticule contenant des écailles calcaires. La cavité palléale est postérieure transformée en cavité cloacale qui peut se refermer à l'aide d'un anneau musculeux. Les caudofoéates vivant verticalement la tête en bas dans les sédiments vaseux où ils sont endogés, c'est en général la seule partie qui dépasse dans l'eau.

## Classification
On en compte actuellement une centaine d'espèces.

### Liste des familles et genres
Ordre Chaetodermatida Simroth, 1893
- famille Limifossoridae Salvini-Plawen, 1968
  - Limifossor Heath, 1904
- famille Scutopidae Ivanov, 1979
  - Psilodens Salvini-Plawen, 1977
  - Scutopus Salvini-Plawen, 1968
- famille Prochaetodermatidae Salvini-Plawen, 1968
  - Chevroderma Scheltema, 1985
  - Claviderma Scheltema & Ivanov, 2000
  - Lonchoderma Salvini-Plawen, 1992
  - Niteomica Ivanov, 1996
  - Prochaetoderma Thiele, 1902
  - Spathoderma Scheltema, 1985
- famille Chaetodermidae Theel, 1875
  - Caudofoveatus Ivanov, 1981
  - Chaetoderma Lovén, 1845
- famille Falcidentidae Ivanov, 1979
  - Falcidens Salvini-Plawen, 1968
  - Furcillidens Scheltema, 1998
  - Lepoderma Salvini-Plawen, 1992
- famille Metachaetodermatidae Ivanov, 1979
  - Metachaetoderma Thiele, 1913

## Galerie

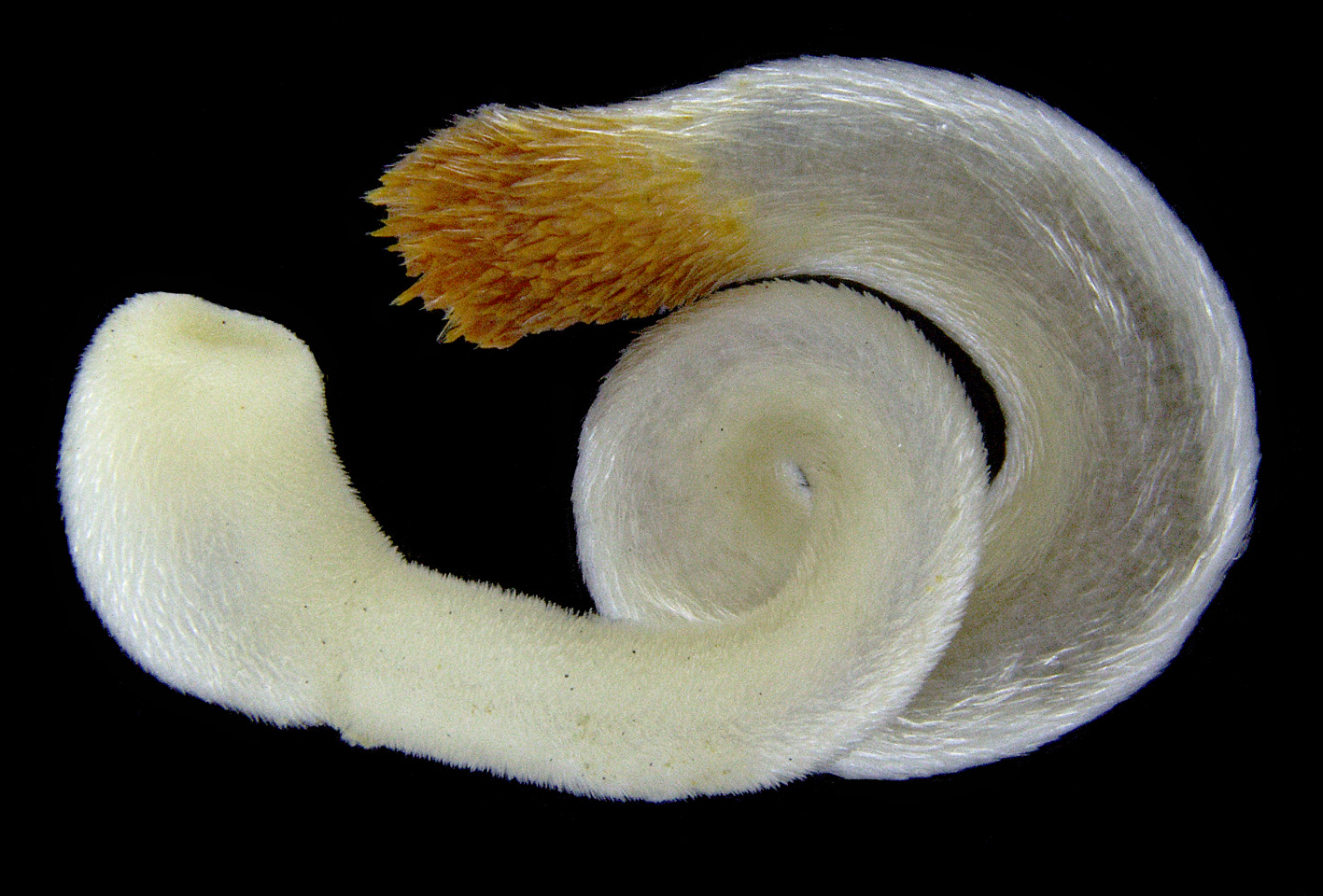
Chaetoderma nitidulum (Chaetodermatidae)
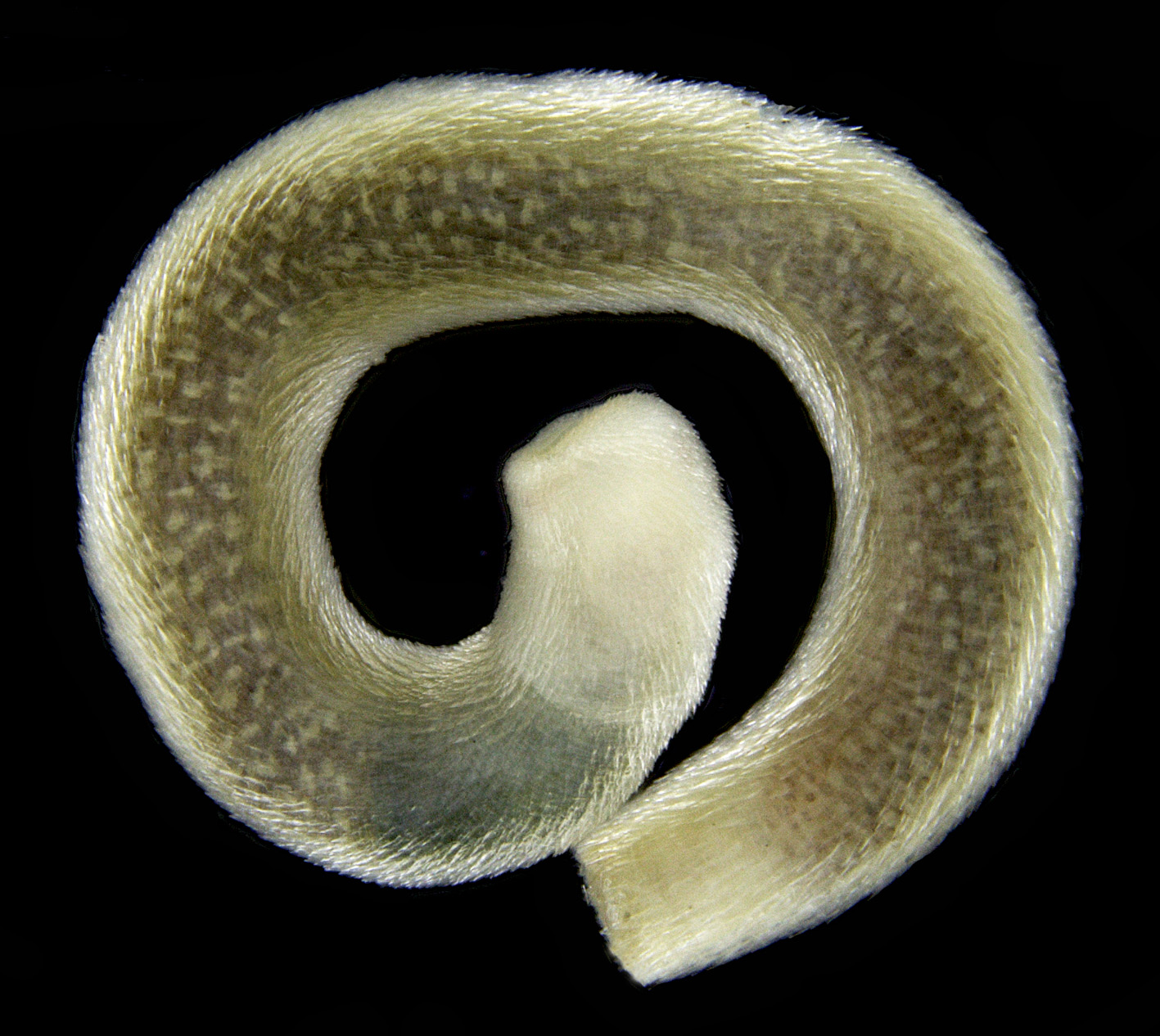
Scutopus robustus (Limifossoridae)
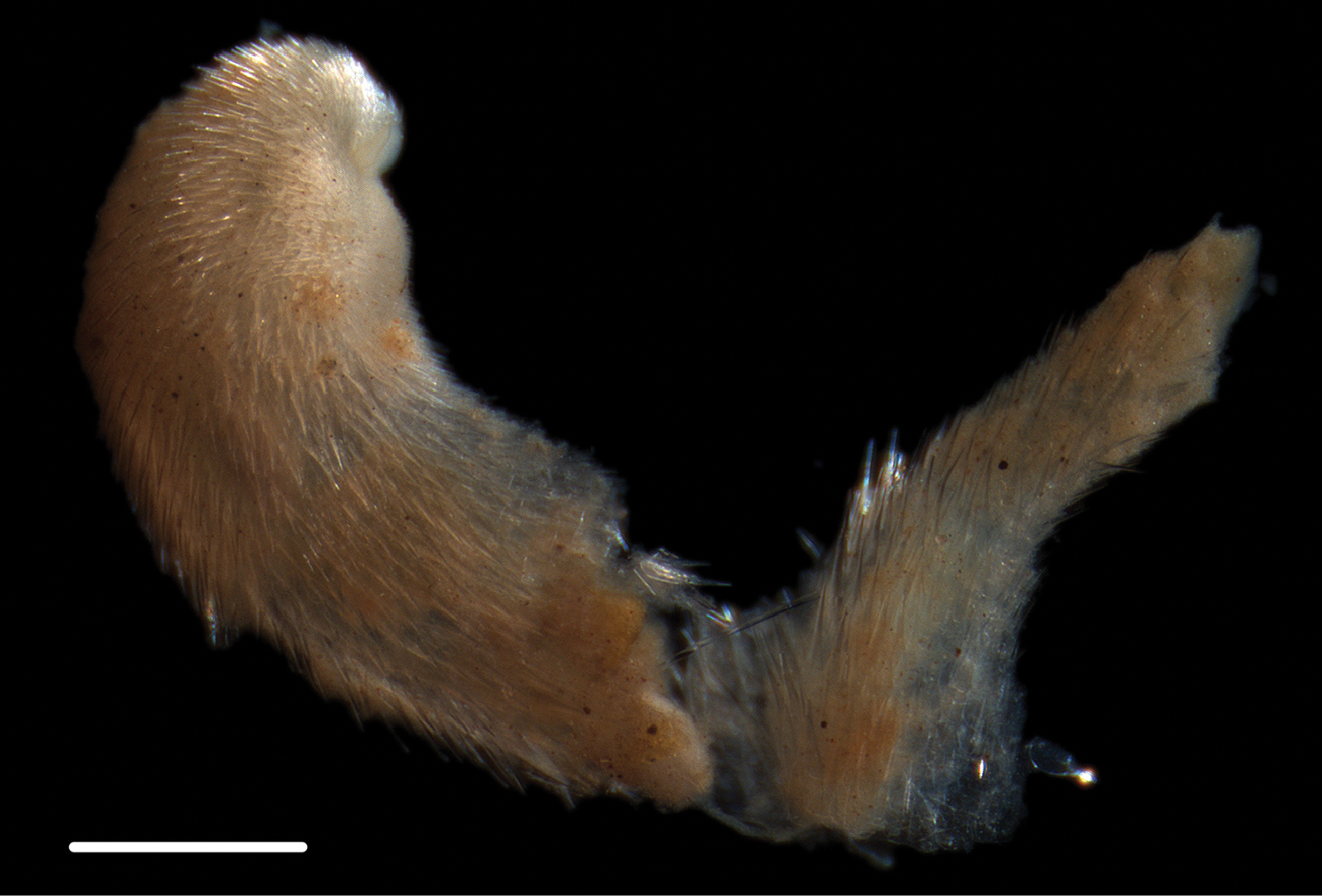
Un (Prochaetodermatidae)